# Horod le ‘Ale
Horod le ‘Ale, auch asch-Scharqiyya (arabisch الجزيرة الشرقية, DMG al-Ǧazīra aš-Šarqiyya, Horod le Rhale, Île de l’Est, dt.: Ostinsel) ist eine unbewohnte Insel der zu Dschibuti gehörenden Inselgruppe der Sawabi-Inseln in der Meerenge Bab al-Mandab zwischen Rotem Meer und Indischem Ozean.

## Geographie
Die Insel liegt etwa 14 km vor der Küste der Region Obock. Sie ist die östlichste der Inselgruppe, halbmondförmig nach Osten geöffnet und erreicht eine Höhe von 83 Metern (geonames: 41 m) über dem Meer. Sie ist von Riffen umgeben.